# Čmelák skalní
Čmelák skalní (Bombus lapidarius) je hojný druh čmeláka. V České republice patří mezi chráněné druhy.

## Výskyt
Vyskytuje se na většině území Evropy. V Česku se jedná o hojný druh, běžně se vyskytující v otevřené kulturní krajině i v okolí lidských sídel včetně městských aglomerací. 

## Vlastnosti
Velký druh čmeláka, matka je dlouhá 20–23 mm, tělo má černé a konec zadečku ohnivě červený. Stejně jsou zbarveny i dělnice. Samec má navíc žluté čelo a předohruď. V přírodě se nejvíce objevuje v době květu hluchavek. Matky vyletují z hibernace zhruba na přelomu března a dubna. Hnízdí v silných a početných koloniích o několika stech jedincích, nejčastěji pod zemí, ale obsadí i vhodný nadzemní úkryt. Typické místo pro jeho hnízdo je ve skalních puklinách, ale také v hromadách kamení, v budovách nebo v opuštěných norách hlodavců, obsadí ale i ptačí hnízdo v dutině stromu. Královny mohou při hledání hnízda též zaútočit na již usazenou královnu jiného nebo stejného druhu a hnízdo převzít.
Patří do druhové skupiny pollen storres, tzn. že dělnice ukládají pyl a med do zvláštních voskových nádob. Z uskladněných zásob později dělnice krmí larvy podobně, jak to vidíme u včel.
Jeho specializovaným hnízdním parazitem je pačmelák cizopasný (Bombus rupestris).